# 相賀八幡神社
相賀八幡神社（おうがはちまんじんじゃ）は、和歌山県橋本市胡麻生にある神社。旧社格は郷社。

## 祭神
- 誉田別尊（ほむたわけのみこと）
- 足仲彦尊（たらしなかつひこのみこと）
- 気長足姫尊（おきながたらひめのみこと）

古くは住吉大社の神々を祭っていたようであるが、その後、坂上氏が本来からあった神社に八幡神を合祀したと思われる。

## 歴史
神社の勧請年月日は不詳。『紀伊続風土記』によると「（伊都）郡中の古詞五社」の一つであり、「天手力雄、気長足魂、住吉神社」を祭り、「村中十一ヵ村の氏神なり……即ち、比れ八幡宮なるべし……荘中の大社なり」とある。
後には「相諾」の字を当てて、「ウベナフ」「ウケガフ」と同義に取っている。本居宣長は「ウヅ」を珍御子（うづみこ）、宇頭乃幣帛（うづのみてぐら）の珍又は宇頭と同じく、麗しくめでたき意、「ナフ」は名詞を動詞にする時の添加語尾で、要するに「ウヅナフ」とは神が賞美して祷意を納受まします事を意味すと解している。『祝詞講義』も略略同意である。和銅元年正月十一日、元明天皇改元の宣命に「此物（和銅）者天坐神地坐祇乃相于豆奈比奉、福波倍奉事爾依而、顕久出多留賓爾在羅之」とある外、『万葉集』巻十八に「天地乃神、安比宇豆奈比、皇御祖乃、御霊多須気弓」とある。大嘗祭祝詞に「皇神等相宇頭乃比」とあるのは転訛であると言われている。

## 現地情報
所在地
- 和歌山県橋本市胡麻生238

交通アクセス
- 最寄駅：南海高野線御幸辻駅下車後、徒歩約15分（東へ約1.2km）